# Glukoneogeneza

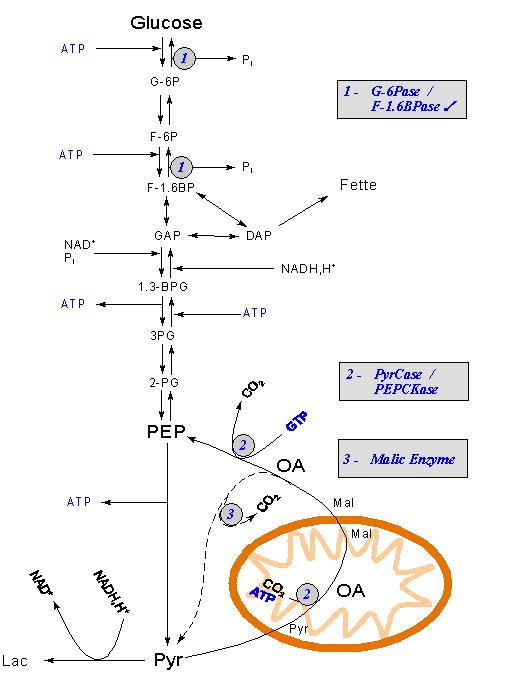
Glukoneogeneza

Glukoneogeneza – enzymatyczny proces przekształcania niecukrowcowych prekursorów, np. aminokwasów glukogennych, glicerolu czy mleczanów w glukozę. Resynteza glukozy następuje głównie w hepatocytach i w mniejszym stopniu w komórkach nerek, a głównym punktem wejścia substratów do tego szlaku jest pirogronian.
Niecukrowcowe substraty przekształcane są najpierw w pirogronian lub wchodzą do szlaku na etapie późniejszych intermediatów, takich jak fosfodihydroksyaceton lub szczawiooctan, w który pirogronian jest przekształcany w reakcji karboksylacji zachodzącej w mitochondriach, kosztem jednej cząsteczki ATP.
Ostatnim krokiem glukoneogenezy jest z reguły wytworzenie glukozo-6-fosforanu z fruktozo-6-fosforanu przez izomerazę fosfoglukozy. Wolna glukoza nie jest tworzona od razu, gdyż wydyfundowałaby z komórki. Fosforyloglukoza jest hydrolizowana do glukozy przez enzym znajdujący się w membranie retikulum endoplazmatycznego. Stamtąd glukoza jest wysyłana do cytozolu.
Glukoneogeneza nie może być traktowana jako proces odwrotny do glikolizy, gdyż trzy występujące w niej reakcje nieodwracalne są zastąpione przez inne. Dzięki temu synteza i rozkład glukozy muszą podlegać oddzielnym systemom regulacji i nie mogą zachodzić jednocześnie w jednej komórce. Szybkość procesu zależy w głównej mierze od 1,6-bisfosfatazy fruktozy (FBP-1,6). Większość czynników wpływających na aktywność szlaku glukoneogenezy to substancje powodujące inhibicję wykorzystywanych w nim enzymów, jednak zarówno acetylo-CoA jak i cytrynian działają na nie aktywująco (pierwszy na karboksylazę pirogronianu, drugi na bisfosfatazę fruktozy).
Zjawisko syntetyzowania glukozy z mleczanów nosi nazwę cyklu Corich.
Sumaryczna reakcja glukoneogenezy z pirogronianu (Pyr) jest następująca:
2Pyr + 2NADH + 4ATP + 2GTP + 6H2O → glukoza + 2NAD+ + 4ADP + 2GDP + 6Pi + 2H+